# Швейцарский комитет помощи детям Испании

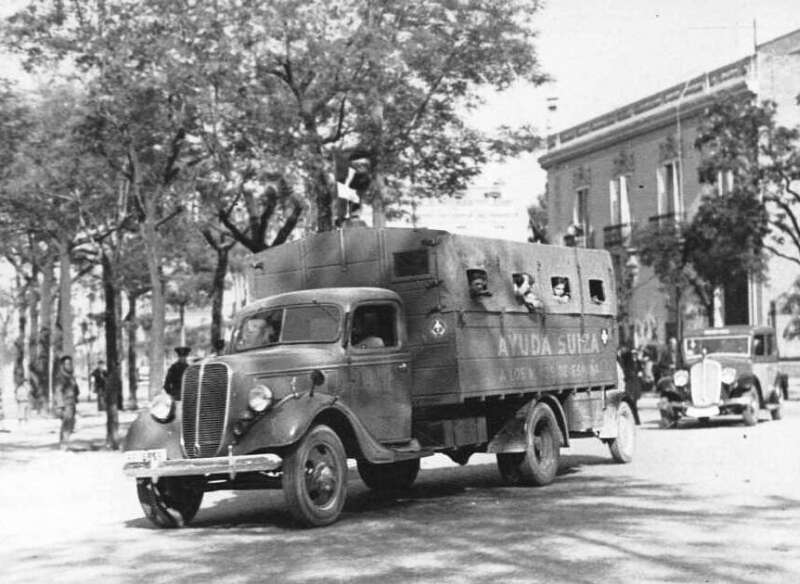
Перевозка детей-беженцев волонтерами Ayuda Suiza и SCI во время гражданской войны в Испании (1937 г.)

Швейцарский комитет помощи детям Испании (исп. The Comité Suizo de Ayuda a los niños de España) - более известный как Ayuda Suiza («Швейцарская помощь»), был платформой швейцарских неправительственных организаций, которые придерживались различных идеологий и тенденций, но работали вместе, чтобы помочь детям, пострадавшим от гражданской войны в Испании (1936-39). Первоначально данная платформа носила название Schweizerisches Hilfskomitee für die Kinder Spaniens (SAS) на немецком языке и Comité Neutre de secours aux enfants d'Espagne на французском.

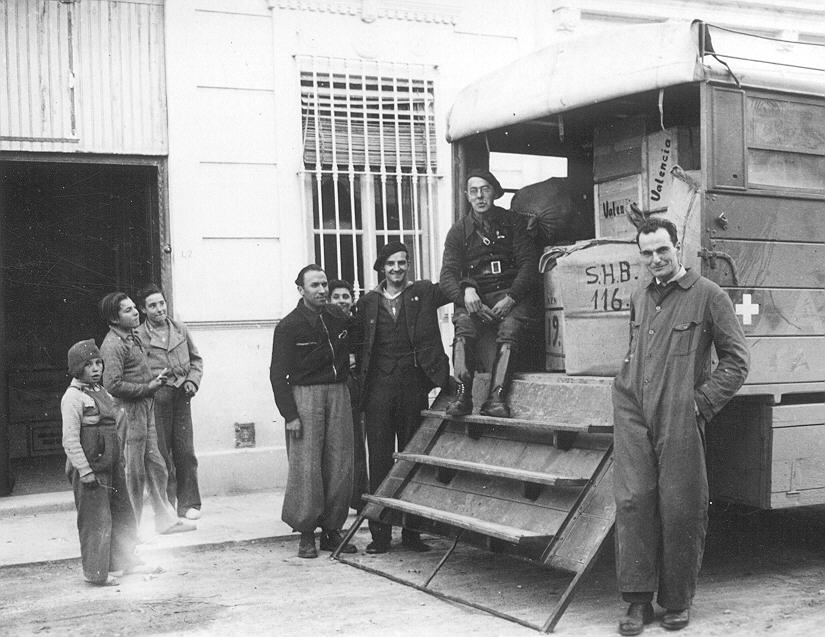
Волонтеры Ayuda Suiza позируют на фоне грузовика в Испании в 1937 году (Родольфо Ольгиати стоит первым справа).

## Создание
Швейцарский комитет помощи был создан в феврале 1937 года по инициативе Родольфо Ольгиати, секретаря пацифистской организации Service Civil Internacional (SCI), который продвигал план действий в Испании по объединению максимального числа швейцарских организаций для оказания гуманитарной помощи. Для этих целей было получено одобрение швейцарского федерального правительства, которое изначально сопротивлялось из-за строгого толкования нейтралитета. Фактически, SCI занимал важное место внутри комитета и предоставил наибольшее количество волонтеров (около тридцати на протяжении всей войны, в основном швейцарцы). Ольгиати был также секретарем комитета.

## Миссия
В основном помощь направлялась детям и другим уязвимым группам населения, таким как пожилые люди, беременные и кормящие женщины.

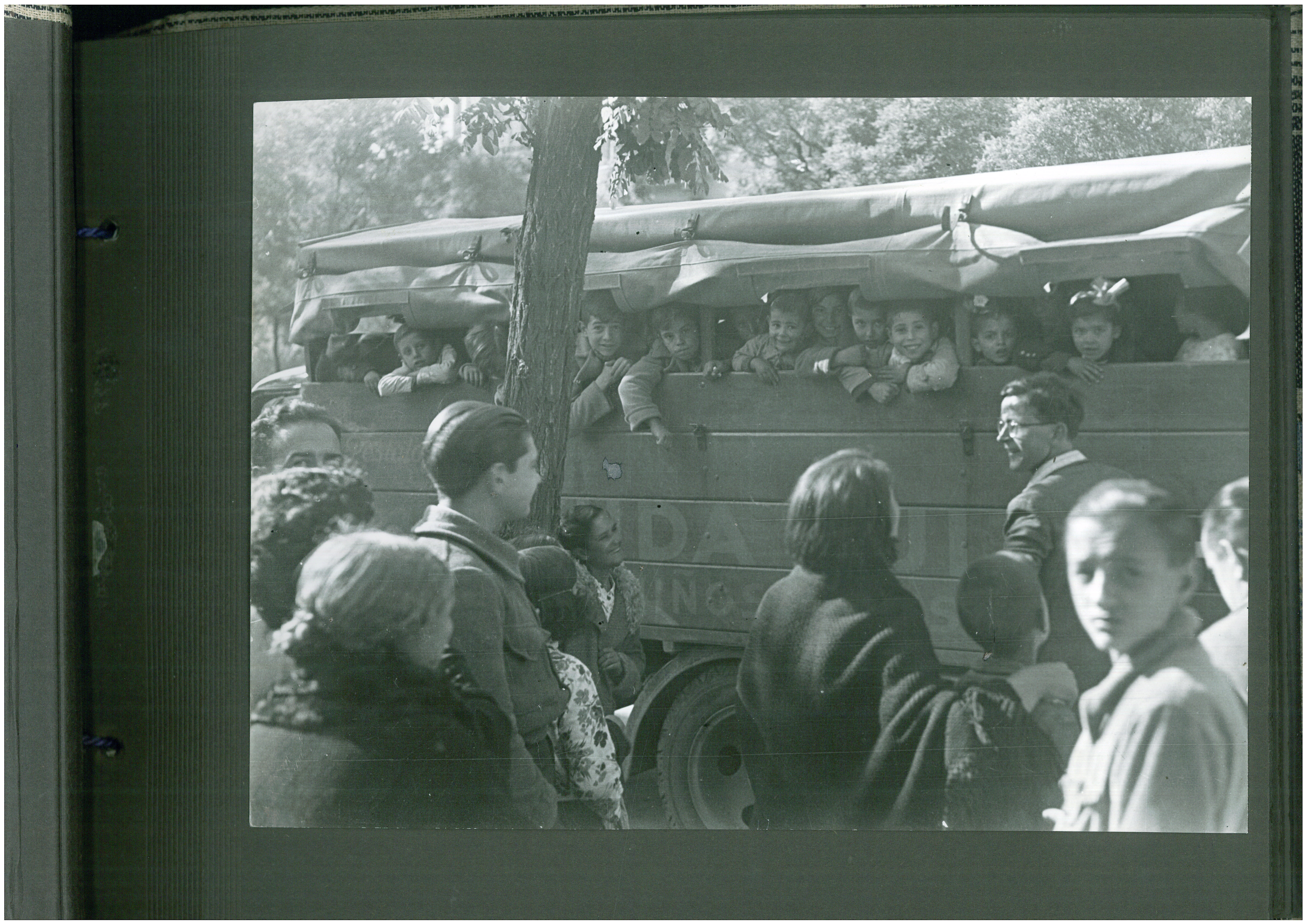
Эвакуация детей Ayuda Suiza в 1937 году в Испании.

Изначально Швейцарский комитет помощи детям Испании был готов работать с обеими сторонами конфликта, но на практике он почти всегда действовали в зоне республиканской фракции, потому что фракция националистов в целом отвергала помощь.
Существовали также местные подразделения, расположенные в Мадриде, Барселоне, Валенсии и Мерсии.
В основные задачи волонтеров входило: управление столовыми; эвакуация детей из зон боевых действий в безопасные места; отправка в детские колонии, приюты и больницы предметов первой необходимости за счет пожертвований; материально-техническая поддержка детских колоний, приютов и больниц посредством прямой помощи и спонсорства. Комитет работал совместно с республиканскими учреждениями и местными организациями, которые принимали детей и семьи беженцев.
Волонтеры Ayuda Suiza также во многих миссиях сотрудничали с квакерами. Членами SCI, которые участвовали в Швейцарском комитете помощи детям Испании, были: Элизабет Эйденбенз, Рут фон Вильд, Карл Кеттерер, Ирма Шнайдер, Ральф Хегнауэр, Труди Кеттерер, Морис Дюбуа, Эльсбет Кассер, Вилли Бегерт и Элеонора Имбелли, и другие.

## Окончание работы и реорганизация
В январе 1939 года большинство волонтеров покинули Испанию. Через несколько месяцев они были реорганизованы на юге Франции. Целью было помочь тысячам беженцев, интернированных в лагеря, и вернуть детей из спонсируемых колоний, которые были эвакуированы во Францию. Для этого они основали детские колонии и родильные дома, такие как знаменитый родильный дом «Элна», и обслуживали различные лагеря для интернированных.
В 1940 году Ayuda Suiza адаптировалась к новой ситуации, созданной началом Второй мировой войны. Комитет был переименован в Швейцарский картель помощи детям-жертвам войны, первоначально на немецком языке: Schweizerischen Arbeitsgemeinschaft für kriegsgeschädigte Kinder (SAK). Они сохраняли статус нейтральной платформы НПО, возглавляемой SCI, которая расширила свою деятельность на всех детей-беженцев из зон боевых действий, так как из-за Второй мировой войны количество детей, пребывающих с севера Франции, стало быстро расти.
С 1942 года платформа была передана Швейцарскому Красному Кресту. Он занимался гуманитарной деятельностью по всей Франции, используя системы помощи, которые уже были испытаны во время гражданской войны в Испании: эвакуация несовершеннолетних в колонии; поддержка детей в швейцарских семьях; спонсорство для получения личной помощи; обеспечение питанием и помощь во время родов; доставка предметов первой необходимости и назначение швейцарского персонала в лагеря для интернированных, особенно для оказания помощи женщинам и детям.